# Maurice Mondon
Maurice Mondon est un athlète français, né le 18 juin 1950, adepte de la course d'ultrafond et champion de France des 24 heures en 1992.

## Biographie
Maurice Mondon est champion de France des 24 heures de Niort en 1992. Il est également vainqueur de la première Transe Gaule (1 130 km en 96 h 15 min 46 s) en 2001 et de la première Intégrale de Riquet (240 km en 20 h 7 min 26 s) en 2002,.

## Records personnels
Statistiques de Maurice Mondon d'après la Deutsche Ultramarathon-Vereinigung (DUV) :
- 100 km route : 6 h 58 min 2 s en 1990, d'après le dictionnaire de l'athlétisme français[4]
- 100 km route : 7 h 8 min 32 s aux championnats de France des 100 km de Millau en 1991
- 24 heures route : 256,725 km aux championnats de France des 24 h de Niort en 1992